# Abraxas lepida
Abraxas lepida är en fjärilsart som beskrevs av Eugen Wehrli 1935. Abraxas lepida ingår i släktet Abraxas och familjen mätare. Inga underarter finns listade i Catalogue of Life.